# Aulus Pomponius Augurinus Titus Prifernius Paetus
Aulus Pomponius Augurinus Titus Prifernius Paetus (vollständige Namensform Aulus Pomponius Gai filius Quirina Augurinus Titus Prifernius Paetus) war ein im 2. Jahrhundert n. Chr. lebender Angehöriger des römischen Ritterstandes (Eques). Durch zwei Inschriften sind einzelne Stationen seiner Laufbahn bekannt, die er am Anfang des 2. Jahrhunderts absolvierte.
Die militärische Laufbahn des Paetus bestand aus den für einen Angehörigen des Ritterstandes üblichen Tres militiae. Er war zunächst Tribunus militum in der Legio X Fretensis, die in Iudaea stationiert war. Danach wurde er Präfekt einer Cohors I milliaria. Als dritte Stufe folgte der Posten eines Präfekten der Ala II Flavia, die in der Provinz Raetia stationiert war. Für seine Leistungen in einem der beiden Dakerkriege erhielt er von Trajan militärische Auszeichnungen. Nach Beendigung seiner militärischen Karriere wurde Paetus Procurator in der Provinz Achaea; dieser Posten war mit einem Jahreseinkommen von 100.000 Sesterzen verbunden.
Paetus war in der Tribus Quirina eingeschrieben.